# Antwerpens sexdagars
Antwerpens sexdagars var ett sexdagarslopp i bancykling som arrangerades i Sportpaleis i Antwerpen från 1934 till 1994, vanligtvis i februari.
Flest segrar, elva stycken, har nderländaren Peter Post.

## Podieplaceringar
| År          | Vinnare                                             | Tvåa                                                   | Trea                                                 |
| 1934        | Jan Pijnenburg Cor Wals                             | Albert Buysse Roger Deneef                             | Emil Richli Adolf Schön                              |
| 1935        | Learco Guerra Adolf Van Nevele                      | René Martin Dieudonné Smets                            | Frans Bonduel Constant Huys                          |
| 1936        | Camile Dekuysscher Roger Deneef                     | Adolphe Charlier Maurice Depauw                        | Georges Ronsse Adolf Schön                           |
| 1937        | Jan Pijnenburg Frans Slaats                         | Albert Billiet Albert Buysse                           | Maurice Depauw Georges Ronsse                        |
| 1938        | Albert Billiet Albert Buysse                        | Cees Pellenaars Frans Slaats                           | Jan Pijnenburg Cor Wals                              |
| 1939        | Albert Billiet Albert Buysse                        | Gerrit Boeyen Cor Wals                                 | Karel Kaers Omer De Bruycker                         |
| 1940        | Gerrit Boeyen Gerrit Schulte                        | Achiel Bruneel Roger Deneef                            | Robert Naeye Adelin Van Simaeys                      |
| 1941 - 1946 | Ej avhållet                                         | Ej avhållet                                            | Ej avhållet                                          |
| 1947        | Achiel Bruneel Omer De Bruycker                     | Gerrit Boeyen Gerrit Schulte                           | Guy Lapébie Arthur Sérès                             |
| 1948        | René Adriaenssens Albert Bruylandt                  | Maurice Depauw Edward Thyssen                          | Stan Ockers Rik Van Steenbergen                      |
| 1949        | Gerrit Boeyen Gerrit Schulte                        | Cees Pellenaars Gerrit Peters                          | Maurice Depauw jr. Robert Naeye                      |
| 1950        | Achiel Bruneel Rik Van Steenbergen                  | Gerrit Peters Gerrit Schulte                           | Edward Thyssen Arie van Vliet                        |
| 1951        | Reginald Arnold Alfred Strom                        | René Adriaenssens Albert Bruylandt                     | Achiel Bruneel Josef De Beuckelaer                   |
| 1952        | Reginald Arnold Alfred Strom                        | Achiel Bruneel Rik Van Steenbergen                     | Gerrit Peters Gerrit Schulte                         |
| 1953        | Achiel Bruneel Oscar Plattner                       | Gerrit Peters Gerrit Schulte                           | Dominique Forlini Ferdinando Terruzzi                |
| 1954        | Gerrit Peters Gerrit Schulte                        | Oscar Plattner Armin Von Büren                         | Stan Ockers Rik Van Steenbergen                      |
| 1955        | Stan Ockers Rik Van Steenbergen                     | Gerrit Peters Gerrit Schulte                           | Walter Bucher Jean Roth                              |
| 1956        | Reginald Arnold Stan Ockers Jean Roth               | Arsène Rijckaert Emile Severeyns Rik Van Steenbergen   | Jan Derksen Gerrit Peters Gerrit Schulte             |
| 1957        | Reginald Arnold Willy Lauwers Ferdinando Terruzzi   | Lucien Gillen Gerrit Schulte Armin Von Büren           | Emile Severeyns Willy Vannitsen Rik Van Steenbergen  |
| 1958        | Reginald Arnold Emile Severeyns Rik Van Steenbergen | Klaus Bugdahl Jean Roth Gerrit Schulte                 | Jan Derksen Wout Wagtmans Wim van Est                |
| 1959 feb.   | Klaus Bugdahl Gerrit Schulte Peter Post             | Reginald Arnold Paul Depaepe Ferdinando Terruzzi       | Emile Severeyns Rik Van Steenbergen Willy Lauwers    |
| 1959 sept.  | Jo de Roo Jan Palmans                               | Maurice Joossen Jos Verachtert                         | August Peeters Leo Proost                            |
| 1960        | Jan Plantaz Peter Post Gerrit Schulte               | Leo Proost Emile Severeyns Rik Van Steenbergen         | Frans Aerenhouts Reginald Arnold Ferdinando Terruzzi |
| 1961        | Peter Post Willy Vannitsen Rik Van Looy             | Gilbert Maes Emile Severeyns Rik Van Steenbergen       | Palle Lykke Jensen Kay Werner Nielsen Leo Proost     |
| 1962        | Oscar Plattner Peter Post Rik Van Looy              | Palle Lykke Jensen Emile Severeyns Rik Van Steenbergen | Reginald Arnold Klaus Bugdahl Fritz Pfenninger       |
| 1963        | Palle Lykke Jensen Leo Proost Rik Van Steenbergen   | Reginald Arnold Peter Post Willy Vannitsen             | Klaus Bugdahl Fritz Pfenninger Hugo Scrayen          |
| 1964        | Noël Foré Fritz Pfenninger Peter Post               | Palle Lykke Jensen Leo Proost Rik Van Steenbergen      | Klaus Bugdahl Sigi Renz Hugo Scrayen                 |
| 1965        | Klaus Bugdahl Jan Janssen Peter Post                | Freddy Eugen Palle Lykke Jensen Rik Van Steenbergen    | Patrick Sercu Emile Severeyns Theo Verschueren       |

| År         | Vinnare                                         | Tvåa                                             | Trea                                             |
| 1966       | Jan Janssen Peter Post Fritz Pfenninger         | Klaus Bugdahl Eddy Merckx Patrick Sercu          | Ron Baensch Leo Proost Joseph Verachtert         |
| 1967       | Jan Janssen Peter Post Fritz Pfenninger         | Klaus Bugdahl Eddy Merckx Patrick Sercu          | Leo Proost Emile Severeyns Tom Simpson           |
| 1968       | Sigi Renz Emile Severeyns Theo Verschueren      | Fritz Pfenninger Peter Post Rik Van Looy         | Klaus Bugdahl Jan Janssen Patrick Sercu          |
| 1969       | Peter Post Patrick Sercu Rik Van Looy           | Leo Duyndam Fritz Pfenninger Leo Proost          | Sigi Renz Emile Severeyns Theo Verschueren       |
| 1970       | Klaus Bugdahl René Pijnen Peter Post            | Romain Deloof Patrick Sercu Alain Van Lancker    | Sigi Renz Theo Verschueren Rik Van Looy          |
| 1971       | Leo Duyndam René Pijnen Peter Post              | Dieter Kemper Jean-Pierre Monseré Julien Stevens | Walter Godefroot Sigi Renz Theo Verschueren      |
| 1972       | Leo Duyndam René Pijnen Theo Verschueren        | Patrick Sercu Alain Van Lancker Rik Van Linden   | Graeme Gilmore Wolfgang Schulze Julien Stevens   |
| 1973       | Leo Duyndam Gerard Koel René Pijnen             | Klaus Bugdahl Graeme Gilmore Cyrille Guimard     | Walter Godefroot Norbert Seeuws Theo Verschueren |
| 1974       | Eddy Merckx Patrick Sercu                       | René Pijnen Rik Van Linden                       | Leo Duyndam Gerben Karstens                      |
| 1975       | Eddy Merckx Patrick Sercu                       | Graeme Gilmore Julien Stevens                    | René Pijnen Alain Van Lancker                    |
| 1976       | Eddy Merckx Patrick Sercu                       | Dieter Kemper Freddy Maertens                    | Graeme Gilmore Rik Van Linden                    |
| 1977       | Freddy Maertens Patrick Sercu                   | Albert Fritz Marc Demeyer                        | René Pijnen Rik Van Linden                       |
| 1978       | Danny Clark Freddy Maertens                     | Donald Allan René Pijnen                         | Roman Hermann Marc Demeyer                       |
| 1979       | Albert Fritz René Pijnen Michel Vaarten         | Patrick Sercu Roger De Vlaeminck Rik Van Linden  | Ferdinand Bracke Wilfried Peffgen Stan Tourné    |
| 1980       | Wilfried Peffgen René Pijnen Roger De Vlaeminck | Donald Allan Danny Clark Fons De Wolf            | Roman Hermann Horst Schütz Gery Verlinden        |
| 1981       | René Pijnen Fons De Wolf                        | Wilfried Peffgen Stan Tourné                     | Roman Hermann Michel Vaarten                     |
| 1982       | Patrick Sercu Roger De Vlaeminck                | Gert Frank René Pijnen                           | Donald Allan Stan Tourné                         |
| 1983       | René Pijnen Stan Tourné                         | Patrick Sercu Etienne De Wilde                   | Roman Hermann Michel Vaarten                     |
| 1984- 1986 | Ej avhållet                                     | Ej avhållet                                      | Ej avhållet                                      |
| 1987       | Danny Clark Etienne De Wilde                    | Roman Hermann Stan Tourné                        | Anthony Doyle Eric Vanderaerden                  |
| 1988       | Stan Tourné Etienne De Wilde                    | Danny Clark Roger Ilegems                        | Adriano Baffi Anthony Doyle                      |
| 1989       | Ej avhållet                                     | Ej avhållet                                      | Ej avhållet                                      |
| 1990       | Eric Vanderaerden Etienne De Wilde              | Pierangelo Bincoletto Guido Bontempi             | Johan Bruyneel Danny Clark                       |
| 1991       | Rudy Dhaenens Etienne De Wilde                  | Stan Tourné Jens Veggerby                        | Johan Bruyneel Danny Clark                       |
| 1992       | Stan Tourné Jens Veggerby                       | Urs Freuler Peter Pieters                        | Adriano Baffi Pierangelo Bincoletto              |
| 1993       | Konstantin Chrabtsov Etienne De Wilde           | Urs Freuler Peter Pieters                        | Pierangelo Bincoletto Guido Bontempi             |
| 1994       | Jens Veggerby Etienne De Wilde                  | Adriano Baffi Pierangelo Bincoletto              | Kurt Betschart Bruno Risi                        |